# آئوله
آئوله (Aulë) یک موجود خیالی در رشته‌افسانه‌های تالکین است که نخستین بار در سیلماریلیون دربارهٔ آن سخن به میان آمده است. در پانتئون سرزمین میانی، آئوله یک ایزد دانش است که گاهی از سوی انسان‌ها مورد پرستش قرار می‌گیرد. او ایزد مهارت و صنعت است که به نوعی با زمین، سنگ، فلز و کوتوله‌ها مرتبط است. به دلیل ارتباط آئوله با آهنگری می‌توان گفت شخصیت آن از هفائستوس ایزد یونان، وولکان ایزد روم، ایلمارینن ایزد فنلاندی و ولوندر ایزد اسکاندیناوی برداشت شده است.

## معنی نام
آئوله در زبان کوئنیا به معنی وجود بخشیدن از هیچ (اختراع) است.در میان دورف‌ها به نام ماهال مشهور است؛ این اسم در خزدول به معنی سازنده است.

## جزئیات
آئولهٔ آهنگر، یک والا و یکی از آینورها است. او از عنوان فرمانروایی مواد سازندهٔ آردا برخوردار است و در نتیجه ارباب تمام ابزارهایی است که آردا را می‌سازد. آئوله خالق کوتوله‌ها است. در طول آواز آینور، زمینه موسیقایی (تم) آئوله بر روی فیزیک چیزهایی که آردا از آن ساخته شده بود تمرکز داشت، هنگامی که ایلوواتار به زمینه‌های موسیقایی آینور، وجود بخشید، موسیقی او تبدیل به خشکی‌های سرزمین میانی شد. از دیگر کارهای او می‌توان به آنگاینور (زنجیرهٔ ملکور)، دو فانوس و ظرف‌های خورشید و ماه اشاره کرد. آئوله شوهر یاوانا است.
از آنجایی که آئوله یک آهنگر است، از دیدگاه قدرت شبیه‌ترین والا به ملکور است چون هر دو می‌توانند کار هنری و صنعتی بر روی مواد انجام دهند بدون آنکه الگویی داشته باشند. اما آئوله هر چه درست می‌کرد در جهت رضایت ایلوواتار قرار می‌داد اما ملکور همیشه می‌خواست همه چیز را در کنترل خودش قرار دهد. ملکور به ساخته‌های دیگران حسادت می‌کرد و گاهی تلاش می‌کرد آن‌ها را از میان ببرد.
هنگامی که الف‌ها به والینور آمدند، نولدورها، شاگرد آئوله شدند. فئانور بهترین دانش آموز او بود و از آئوله یادگرفت که چگونه جواهرات درست کند. چیزی که بعداً فراموش شد. در پرواز نولدورها، آن‌هایی که به والینور بازگشتند خود را آئولندور نامیدند به معنی پیروان آئوله.

### خلق کوتوله‌ها
آئوله وقتی از دانش آموزانش ناامید شد نژاد مورد نظر خود یعنی کوتوله‌ها را خلق کرد، به دلیل بحران‌هایی که در آن دوران ملکور ایجاد کرده بود آئوله ترجیح داد کوتوله‌ها را موجوداتی سرسخت و نیرومند بیافریند به گونه‌ای که نپذیرند که زیر فرمان دیگران روند. همچنین برخی از ارزش‌ها و علایقش به سرزمین میانی را در وجود آن‌ها نهاد. البته او نمی‌توانست به آن‌ها زندگی مستقل دهد از این رو آن‌ها تنها زمانی می‌توانستند فعالیتی داشته باشند که مورد توجه آئوله باشند.
پس اتمام آفرینش، زبان خوزدول را برای آن‌ها انتخاب کرد. آئوله با یک چکش هفت پدر کوتوله‌ها را ایجاد کرد. ایلوواتار کوتوله‌ها را به فرزندخواندگی پذیرفت اما الف‌ها را زاییده شدگان نخست (نژاد نخست) قرار داد و کوتوله‌ها را «زیر سنگ‌ها در تاریکی» به خواب برد تا هنگامهٔ بیداری الف‌ها فرا رسد. اما به آئوله گفت که چون هر دو نژاد از فرزندان ایلوواتارند اما آفرینش آن‌ها خارج از محدودهٔ آواز آینور صورت گرفته در نتیجه همیشه میان کوتوله‌ها و الف‌ها روابط تیره و پراصطکاک وجود خواهد داشت.
نخستین کوتوله‌ای که از خواب بیدار شد، دورین بود که در کوه گونداباد برخاست. کوتوله‌ها بر این باورند که پس از مرگ به تالارهایی می‌روند که آئوله از پیش برایشان کنار گذاشته است و وظیفهٔ آن‌ها این است که آردا را پس از آخرین جنگ از نو بسازند.

### مایاهای مرتبط با آئوله
چندین مایا با آئوله مرتبطند که از آن جمله می‌توان به سائورون اشاره کرد پیش از آنکه توسط ملکور به بیراهه کشیده شود، کورومو (سارومان) که بعدها به سرزمین میانی رفت تا با سائورون بجنگد. سائورون از برجسته‌ترین مایاهای زیر نظر آئوله بود که به دانش متافیزیک آردا دست یافت ولی بعدها در دوره نخست به مورگوت خدمت کرد پس از آن در دورهٔ دوم و سوم به دلیل مهارت‌هایی که به‌دست آورده بود ارباب خودش شد.
تالکین در تمام داستانش این مطلب را نشان می‌دهد که شاگردان آئوله که از مهارت ساخت و صنعتگری بهره‌مند می‌شوند همگی به قدرت می‌رسند اما به دلیل ضعیف بودن روحشان همگی به بیراهه کشیده می‌شوند.